# Онышко, Анатолий Васильевич
Анатолий Васильевич Онышко (укр.  Анатолій Васильович Онишко, 6 августа 1940, Стрый — 27 июля 2006, Калуш) — советский украинский переводчик художественной и научной литературы, философской эссеистики.

## Биография
Окончил техникум нефтедобычи в Дрогобыче, работал на химико-металлургическом комбинате в Калуше. Дебютировал во львовском журнале Жовтень переводами из Гейне и Э.По (1972). Заочно закончил романо-германское отделение филологического факультета Львовского университета (1977). Переводил с польского, белорусского, немецкого, английского, испанского языков.

## Труды
В его переводах публиковались романы и повести А. Азимова, Р. Шекли, М. Пьюзо, «Песнь о Нибелунгах», «Так говорил Заратустра» и «По ту сторону добра и зла» Ф. Ницше, книги Э. Р. Курциуса, Ю. Хабермаса, Г. Острогорского, стихи Гейне, Э. По, Колриджа, польских и белорусских поэтов.

## Признание
Премия Василя Стефаника (2005).